# Леонов Віктор Миколайович
Лео́нов Ві́ктор Микола́йович (рос. Леонов Виктор Николаевич; нар. 21 листопада 1916 — пом. 7 жовтня 2003) — радянський військовик, капітан II рангу (1952), двічі Герой Радянського Союзу (1944, 1945).

## Біографія
Народився 21 листопада 1916 року в місті Зарайську Московської губернії Російської імперії (нині — Московська область Російської Федерації) в родині робітника. Росіянин.
У 1931 році закінчив 7 класів і до 1933 року навчався у школі ФЗУ при московському заводі «Калібр», одночасно працював на цьому ж заводі слюсарем-лекальником.
У 1937 році призваний до лав Робітничо-селянського Червоного флоту (РСЧФ). Пройшов курс навчання в навчальному загоні підводного плавання імені С. М. Кірова й був направлений для подальшого проходження служби мотористом на підводний човен Щ-402 Північного флоту СРСР. Згодом переведений до судноремонтних майстерень підплаву флоту в Полярному.
З початком німецько-радянської війни старший червонофлотець В. М. Леонов подає рапорт про зарахування до 181-го окремого розвідувального загону Північного флоту. У складі загону, починаючи з 18 липня 1941 року, здійснив близько 50 бойових операцій у ворожому тилу, пройшов бойовий шлях від рядового бійця до командира загону. Член ВКП(б) з 1942 року. Був тричі поранений, але не залишив поле бою.
У жовтні 1944 року 181-й окремий розвідувальний загін під командуванням В. М. Леонова брав активну участь у Петсамо-Кіркенеській операції. Діючи спільно з розвідувальним загоном І. П. Барченка-Ємельянова розвідники В. М. Леонова після запеклого бою змусили капітулювати німецький гарнізон 150-мм берегової батареї на мисі Хрестовий. У полон було взято близько 60 гітлерівців на чолі з командиром батареї. Успішні дії розвідників створили сприятливі умови для висадки радянського десанту в незамерзаючому порту Ліїнахамарі.
У травні 1945 року група розвідників загону під командуванням В. М. Леонова була перекинута з Північного на Тихоокеанський флот, де увійшла до складу 140-го розвідувального загону. Під час радянсько-японської війни розвідувальний загін під командуванням В. М. Леонова забезпечував висадку десантних військ у портах Кореї. 17 серпня загін В. М. Леонова першим висадився в порту Гендзан (Вонсан) і захопив його. У період з 19 по 25 серпня розвідники під його командуванням роззброїли і взяли у полон близько 2,5 тис. солдатів і 200 офіцерів японської армії, захопили багато бойової техніки.
По закінченні війни В. М. Леонов продовжував військову службу у ВМС СРСР. З лютого 1946 року — слухач паралельних класів Каспійського вищого військово-морського училища. Протягом вересня — листопада 1950 року перебував у розпорядженні 2-го Головного управління Морського Генерального штабу, з листопада 1950 по серпень 1951 року — старший офіцер 2-го напрямку 3-го управління 2-го Головного управління Морського Генерального штабу.
У 1953 році В. М. Леонов служив старшим офіцером 3-го відділення, потім — старшим офіцером 3-го напряму 2-го відділу Головного штабу ВМС. Протягом 1953—1956 року був слухачем Військово-морської академії імені К. Є. Ворошилова, закінчив 2 курси академії. У липні 1956 року вийшов у запас.
Мешкав у місті Москва. У 1957—1987 роках працював інженером у Науково-дослідницькому інституті нафтового машинобудування. З 1987 року — на пенсії.
Помер 7 жовтня 2003 року. Похований на Леонівському цвинтарі Москви.

## Нагороди і почесні звання
Указом Президії Верховної Ради СРСР від 5 листопада 1944 року за зразкове виконання бойових завдань командування в тилу ворога та виявлені при цьому мужність і героїзм лейтенантові Леонову Віктору Миколайовичу присвоєне звання Героя Радянського Союзу з врученням ордена Леніна і медалі «Золота Зірка» (№ 5058).
Указом Президії Верховної Ради СРСР від 14 вересня 1945 року за зразкове виконання бойових завдань командування на фронті боротьби з японськими мілітаристами старший лейтенант Леонов Віктор Миколайович нагороджений другою медаллю «Золота Зірка» (№ 80/II).
Також нагороджений двома орденами Червоного Прапора (03.10.1942, 18.10.1944), орденами Олександра Невського (10.04.1944), Вітчизняної війни 1-го ступеня (11.03.1985), Червоної Зірки, медалями і орденом КНДР.
Почесний громадянин міста Полярного Мурманської області.

## Твори
В. М. Леонов — автор спогадів «Лицем до лиця» (1957), «Готуйся до подвигу» (1973), «Уроки мужності» (1975).

## Пам'ять
У 1988 році ім'я Віктора Миколайовича Леонова присвоєне ДЮСШ міста Полярний.
У 2004 році корабель зв'язку Північного флоту РФ «Одограф» перейменований у «Віктор Леонов».